# 杨崇勋
杨崇勋（?—?），字宝臣，蓟州（天津市蓟州区）人，北宋大臣。
杨崇勋的祖父杨守斌，事奉宋太祖为龙捷指挥使。父杨全美，事奉宋太宗为殿前指挥使。杨崇勋因为父荫担任为东西班承旨，在东宫事奉太子赵恒。赵恒常说：“听说你爱学习，我给你书。”杨崇勋从此稍通兵法和前代兴废之事。宋真宗即位，杨崇勋升任左侍禁、西头供奉官、寄班祗候。
雷有终攻打王均，杨崇勋承受公事，以报捷擢升为内殿崇班。官至西上阁门使、群牧都监，改副使，以左卫大将军、恩州刺史为枢密都承旨，不久提举枢密诸房、通进银台司事。以英州防御使为马军都虞候、并代州马步军副都总管，留京做客省使、领群牧使。
宋真宗病了很久，寇准被罢免。入内副都知周怀政图谋奉宋真宗为太上皇，传位太子，再让寇准为相。曾经咨询杨崇勋，杨崇勋将这个计划上告。丁谓知道后，夜见造访曹利用，一起商议揭发出来。第二日，诛杀周怀政，擢升杨崇勋为邓州观察使，没有就任，以内客省使领桂州观察使，再兼群牧使。之前，群牧置使都是文臣兼领，杨崇勋说：“马是战备，虽无战事，怎可舍弃？”
宋仁宗即位，杨崇勋以彰德军节度观察留后知陈州，转任殿前都虞候、真定府定州路副都总管、知定州，历任马军副都指挥使、殿前都指挥使、振武军节度使，1030年，拜为宣徽南院使兼枢密副使。宫中起火，担任修葺副使。又历任镇南军、定武军、山南东道节度使。
章献太后对仁宗说，先帝最赞赏杨崇勋诚实可信，可担当大事，于是升任枢密使。百官到洪福院进上章懿太后的册命，退下站立朝班恭敬问候，宰相张士逊拜访杨崇勋的园宅饮酒，中午也没有到达。御史中丞范讽弹劾，与张士逊一起罢免，以同平章事、河阳三城节度使判许州。第二天，改知陈州。景祐初年，周怀政家人诉冤，于是罢除杨崇勋的同平章事，历知寿州、亳州、陈州。
契丹国将要背盟，朝廷选派将领备边，杨崇勋请求前去，再任同平章事、判定州。后来因为年老不能任事，转任成德军，又转任郑州。因为他的儿子杨宗诲纳贿违法，以左卫上将军致仕，改任太子太保，死后赠太尉，谥号恭密，后来改谥恭毅。
杨崇勋性情贪鄙，久任军职。宋真宗时，每次奏对，就任意谈论宫内宫外的事情，喜欢中伤别人，大家因此害怕他。在藩镇的时候，曾经派士兵工匠制造木偶戏人，涂上红色白色，船载着到京师去卖。

## 延伸阅读
[在维基数据编辑]
 《宋史·卷290》，出自脱脱《宋史》